# Stein (Niederlande)

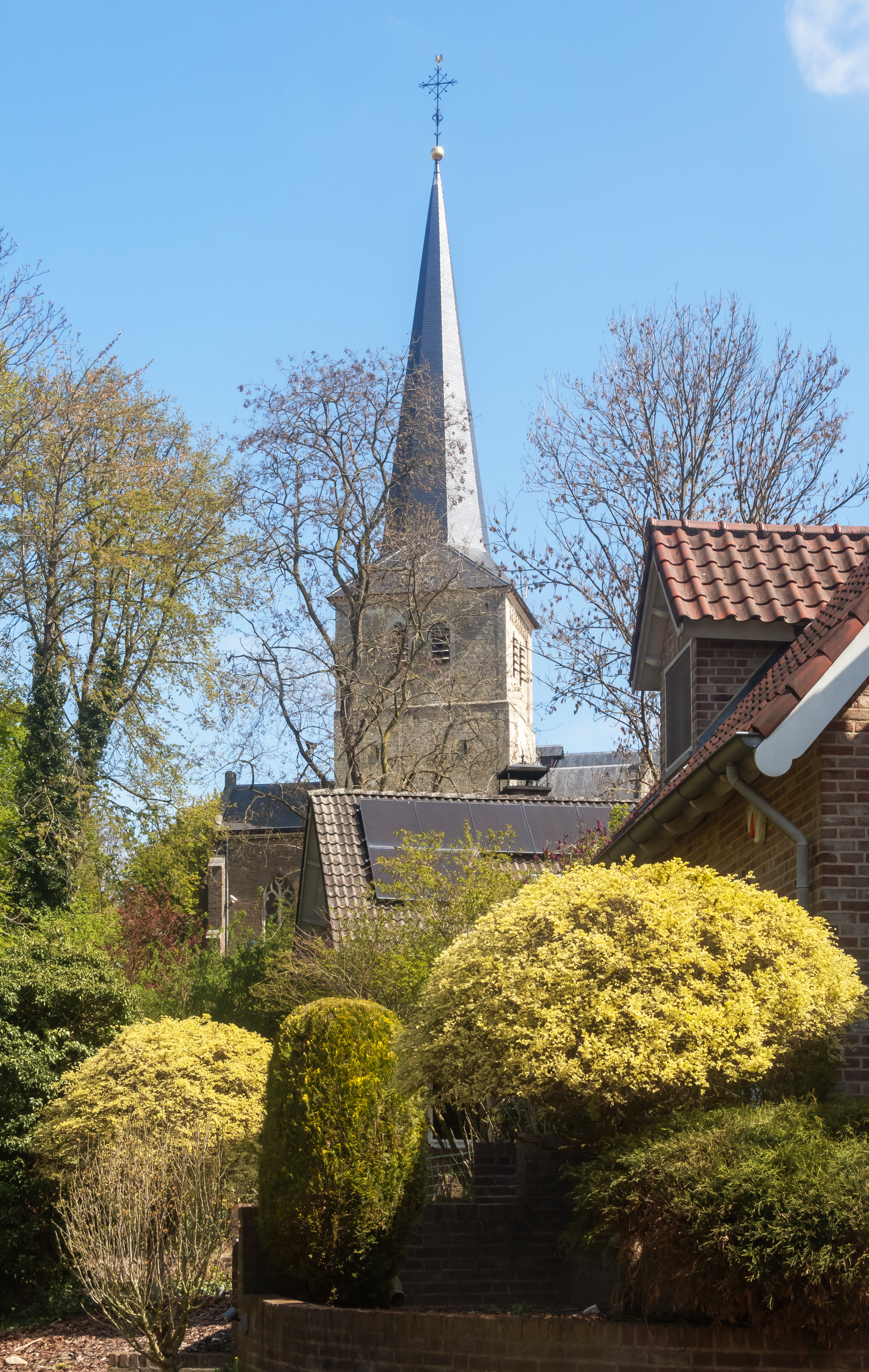
Stein, Kirchturm (Sint-Martinuskerk)

Stein (anhörenⓘ) ist eine Gemeinde in der niederländischen Provinz Limburg, dem südöstlichsten Gebiet der Niederlande.
Am 1. Januar 2025 hatte sie 24.652 Einwohner und umfasste eine Gesamtfläche von 22,8 km².

## Ortsteile
Die Gemeinde Stein besteht aus mehreren Siedlungskernen, den heutigen Ortsteilen Stein, Elsloo, Urmond sowie einigen kleineren Ansiedlungen.

## Geographie
Die Gemeinde Stein liegt westlich der Doppelstadt Sittard-Geleen unmittelbar am Ufer der Maas und des Julianakanals. Der Untergrund besteht aus Sedimenten (Sand, Kies, Löß) und ist auf Löß sehr fruchtbar. Auf staunassen oder sandigen Böden ist weniger Ertrag zu erzielen, daher wird dort eher Grünlandwirtschaft betrieben.

### Nachbargemeinden/Windrose
| Maasmechelen (Belgien) |          | Sittard-Geleen |
| Maasmechelen (Belgien) |          | Sittard-Geleen |
| Maasmechelen (Belgien) | Meerssen | Beek           |

### Wirtschaft und Verkehr
Auf dem Gebiet der Gemeinde Stein liegt das Autobahnkreuz Kerensheide (A2 Antwerpen-Aachen / A76 Eindhoven-Maastricht). Im Ortsteil Elsloo besteht außerdem ein kleiner Bahnhof an der Strecke Sittard–Maastricht. Ein Teil der Industrieanlagen des Chemie- und Life-Science-Konzerns DSM (siehe auch Sittard-Geleen) liegt im Osten der Gemeinde; viele Einwohner von Stein arbeiten dort oder bei Zulieferern oder Kontraktoren. Die Gemeinde Stein hat einen regional sehr bedeutenden Binnenhafen mit Güterverkehrszentrum (GVZ), der in den 1990ern angelegt wurde. Ursprung des modernen Hafens von Stein ist der frühere Kohlenhafen, über den ein erheblicher Teil der im Limburger Steinkohlerevier geförderten Steinkohle via Maas oder Julianakanal in die nördlichen Landesteile transportiert wurde. In den Jahren nach dem Ersten Weltkrieg, als im Raum Aachen Kohlen mitunter sehr knapp waren, wurden über den Hafen Stein und anschließend per Bahn über Sittard, Heerlen und Herzogenrath die grenznahen Gebiete mit dringend benötigter Koks- und Kesselkohle versorgt, die aus England über Rotterdam, die Waal und die Maas angeliefert wurden.

## Geschichte

### Vorgeschichte
Stein war bereits in prähistorischer Zeit bevölkert. Auf die Zeit um 4.500 v. Chr. lassen sich bandkeramische Funde datieren, die die erste neolithische Kultur in den Niederlanden repräsentieren. Die Bandkeramiker lebten in Langhäusern und betrieben Landwirtschaft in kleinen Rodungsinseln. Das neolithische Grab von Stein (niederl. Grafkelder van Stein) ist ein Grab der Seine-Oise-Marne-Kultur (S-O-M) das nach seiner Entdeckung in seiner Gesamtheit vom Museum für Archäologie in Stein überbaut wurde und den Mittelabschnitt einer Ausstellung bildet.

### Antike
Vor der Eroberung durch römische Legionen lebte mit den Eburonen ein germanischer Stamm in diesem Gebiet, den die Römer zum Teil assimilierten. Etwa zur Zeit der römischen Besatzung begann die Schifffahrt auf der Maas, die so genannte Maasvaart, der bis ins Mittelalter die Bedeutung zukam, die heute der so genannten Rheinschiene zukommt. Sie war sehr bedeutend für die weitere Entwicklung der Ortskerne Elsloo und Urmond.
Um 450 n. Chr. mussten die Römer die Region verlassen; sie hinterließen den bald darauf nachfolgenden Franken eine fruchtbare (und günstig gelegene) Kulturlandschaft.

### Mittelalter

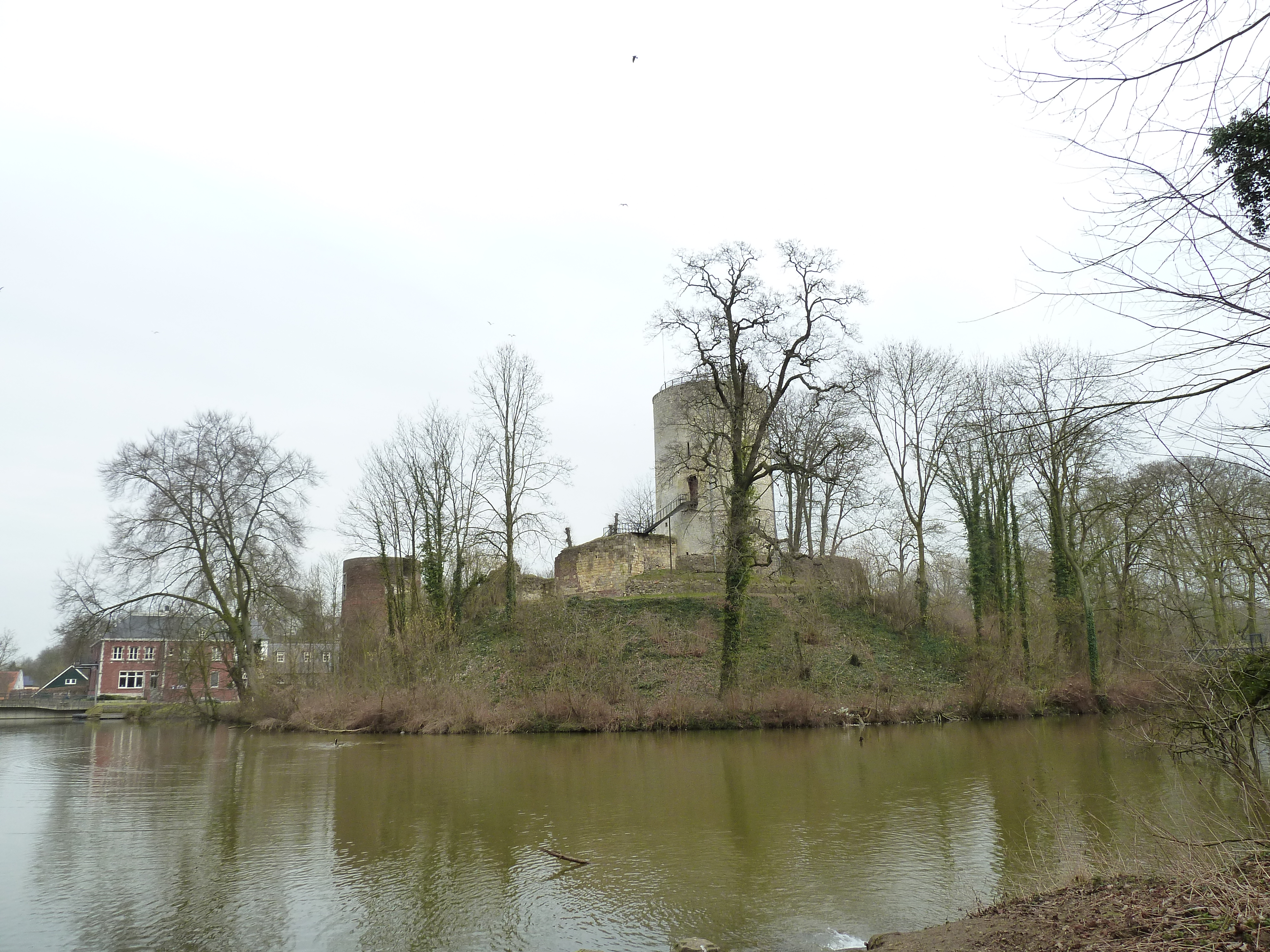
Kasteel Stein

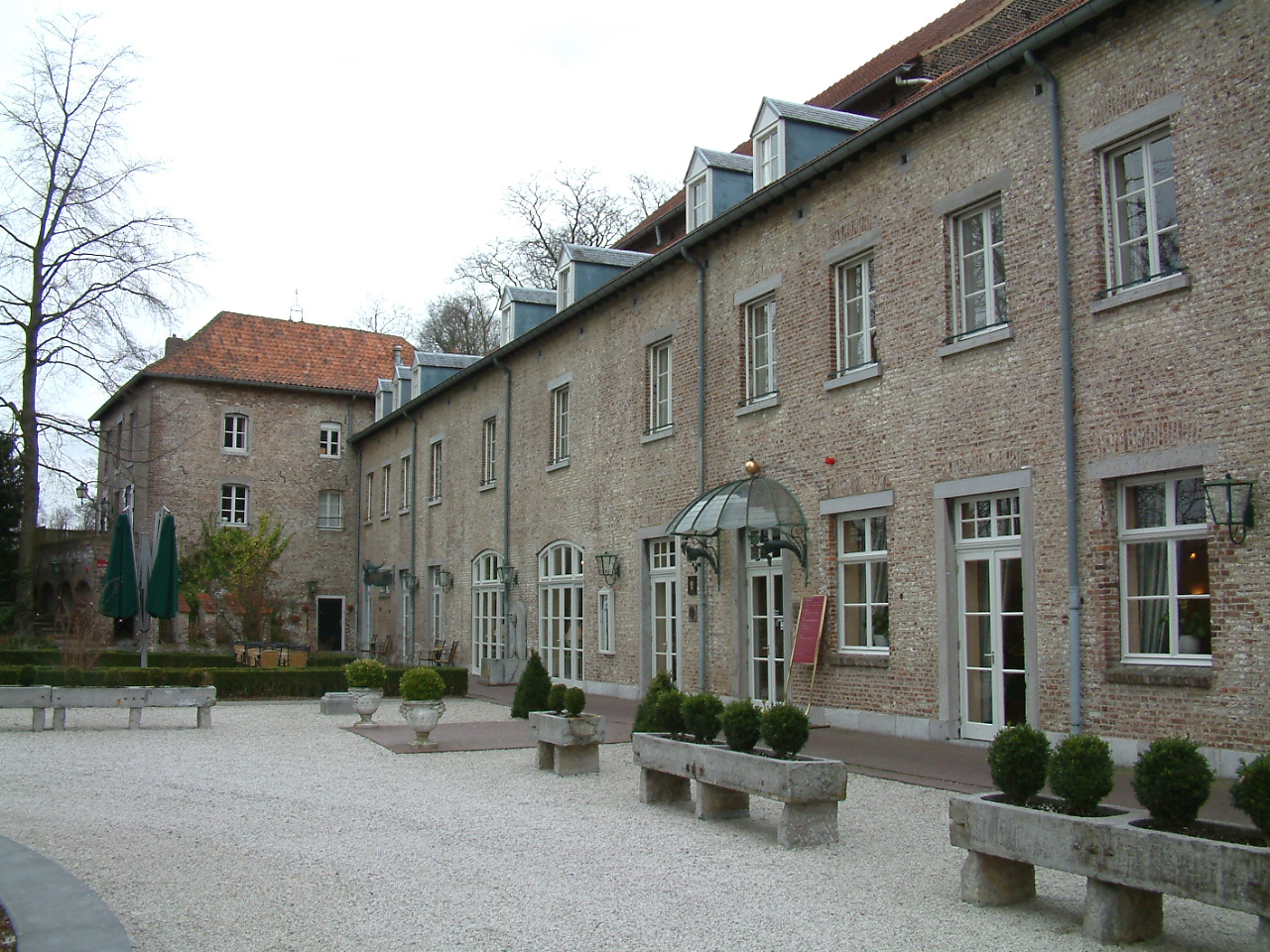
Kasteel Elsloo

Gegen Ende des neunten nachchristlichen Jahrhunderts fielen die Normannen über Teile Europas her. Sie verwüsteten weite Landstriche. Der Ortsteil Elsloo erscheint in mehreren Urkunden des 9. Jahrhunderts: 860 im Lorscher Codex (CL I, 24), 881 und 882 in den Regesta Imperii (RI I, 1627a + 1639b), hier soll sich ein normannisches Heerlager befunden haben, von dem aus die marodierenden Banden Streifzüge in das Umland unternahmen. Der Bericht aus dem Jahr 882 lässt hier ein Kastell vermuten, in dem sich die Normannen verschanzten. Als König Karl der Dicke, König von Ostfranken, das Heerlager belagerte, zogen die Normannen in Richtung Friesland ab. Einige Jahre später, im Jahr 888, wird Elsloo in einer Urkunde Kaiser Arnulfs für das Marienstift in Aachen „villa regia“ genannt (RI I, 1796).
Im Zuge der zunehmenden territorialen Zergliederung nahmen die wesentlichen Ortsteile Elsloo, Stein und Urmond teils unterschiedliche Entwicklungen und gehörten teilweise unterschiedlichen Territorien oder Herrschaftsbereichen an. So entwickelte sich Elsloo zu einer reichsunmittelbaren Herrlichkeit (Herrschaft), die später zwischen zwei Brüdern aufgeteilt wurde, von denen einer Herr von Elsloo blieb, der andere als Begründer des Geschlechts derer von Stein. Die Herrlichkeit Stein gehörte aber weiterhin zur reichsunmittelbaren Herrlichkeit Elsloo, war also wie diese Teil des Heiligen Römischen Reiches Deutscher Nation, erst im 18. Jahrhundert wurde die Herrschaft an Kaiser Franz Josef II. von Österreich, also ans Haus Habsburg, abgetreten und gehörte fortan zu den habsburgischen (später spanischen) Niederlanden. Urmond gehörte ursprünglich auch zum Heiligen Römischen Reich. Allerdings war der Ort, dessen Name auf eine frühmittelalterliche Befestigung zurückgeht (Overmunthe), keine eigenständige Herrschaft, sondern gehörte, von kurzen Intermezzi abgesehen, zu den Besitztümern des Erzbistums Köln. Später trat der Erzbischof von Köln das Gebiet an die Herzöge von Geldern ab.

### Neuzeit
Das 17. Jahrhundert war für die Region eine Zeit des Krieges und der Leiden. Armut und Krankheit waren verbreitet. Epidemien (z. B. Cholera). Aufgrund der Armut war auch Kriminalität verbreiteten. Die berühmte Räuberbande der Bockreiter (Bokkenrijders) agierte in dieser Gegend.
Durch die unterschiedliche territoriale Zugehörigkeit entwickelten sich die Ortskerne der heutigen Gemeinde Stein durchaus nicht einheitlich. Dies gilt zumindest für die Zeit bis zum Niedergang des Ancien Régime gegen Ende des 18. Jahrhunderts und der anschließenden französischen Besetzung („Franzosenzeit“). Die Herrschaft der Franzosen führte zu weitreichenden und bedeutenden Umbrüchen und Neuerungen. So entstanden unter französischer Herrschaft die bis 1982 selbständigen Gemeinden Stein, Urmond und Elsloo. Diese wurden erst mit dem 1. Januar 1982 zur heutigen Gemeinde Stein zusammengelegt.

### Wappen
Das Wappen der Gemeinde Stein zeigt den Heiligen Martin, den Schutzpatron der ältesten nachgewiesenen Kirchengemeinden sowohl in Stein als auch in Urmond. Die Verwalter von Urmond im Amt Born unter den Erzbischöfen von Köln bzw. den Herzögen von Geldern und Jülich, die als Grundherren folgten, benutzten seit spätestens 1673 ein Stempelsiegel mit dem Heiligen Martin als Reiterfigur. Daraus ging das heutige Siegel bzw. Wappen der Gemeinde Stein hervor, das Königin Beatrix der Niederlande der Gemeinde aus Anlass der Fusion verlieh.

## Politik

### Sitzverteilung im Gemeinderat
Der Gemeinderat wird seit 1981 folgendermaßen gebildet:
| Partei                                 | Sitze a | Sitze a | Sitze a | Sitze a | Sitze a | Sitze a | Sitze a | Sitze a | Sitze a | Sitze a | Sitze a |
| Partei                                 | 1981 b  | 1986    | 1990    | 1994    | 1998    | 2002    | 2006    | 2010    | 2014    | 2018    | 2022    |
| -------------------------------------- | ------- | ------- | ------- | ------- | ------- | ------- | ------- | ------- | ------- | ------- | ------- |
| Democratisch Onafhankelijken Stein c   | –       | –       | –       | 6       | 8       | 6       | 5       | 6       | 7       | 8       | 8       |
| Communiceren Met Burgers               | –       | –       | –       | –       | –       | –       | 4       | 5       | 5       | 6       | 6       |
| Steins Belang                          | –       | –       | –       | –       | –       | –       | –       | –       | 3       | 2       | 2       |
| CDA d                                  | 11      | 10      | 7       | 5       | 4       | 5       | 5       | 5       | 3       | 2       | 1       |
| PvdA                                   | 2       | 3       | 3       | 3       | 2       | 3       | 3       | 2       | 1       | 1       | 1       |
| VVD                                    | 1       | 1       | 0       | 1       | 1       | 1       | 1       | 2       | 1       | 1       | 1       |
| Progressief Stein                      | –       | –       | –       | –       | –       | –       | –       | –       | –       | 1       | –       |
| D66                                    | –       | 1       | 2       | 2       | 1       | 1       | 0       | 1       | 1       | –       | –       |
| Steins Politiek Verbond d              | –       | –       | 5       | 4       | 5       | 5       | 3       | –       | –       | –       | –       |
| Democratie in Maasland c e             | 4       | 4       | 3       | –       | –       | –       | –       | –       | –       | –       | –       |
| Partij voor Gemeenschappelijk Belang c | 1       | 1       | 1       | –       | –       | –       | –       | –       | –       | –       | –       |
| Doorbraak Elsloo Stein Urmond          | –       | 1       | –       | –       | –       | –       | –       | –       | –       | –       | –       |
| Stadspartij                            | 2       | –       | –       | –       | –       | –       | –       | –       | –       | –       | –       |
| Gesamt                                 | 21      | 21      | 21      | 21      | 21      | 21      | 21      | 21      | 21      | 21      | 19      |

Anmerkungen

### Kollegium von Bürgermeister und Beigeordneten
In der Legislaturperiode 2018–2022 besteht eine Koalition aus den Parteien CDA, Democratisch Onafhankelijken Stein, Steins Belang und VVD. DOS stellt dem Kollegium drei Beigeordnete bereit, CDA und SB steuern jeweils einen bei und die VVD sind nicht vertreten. Folgende Personen gehören zum Kollegium:
| Funktion         | Name                       | Partei                             | Anmerkung                                   |
| ---------------- | -------------------------- | ---------------------------------- | ------------------------------------------- |
| Bürgermeisterin  | Marion Leurs-Mordang       | PvdA                               | seit dem 26. September 2013 im Amt          |
| Beigeordnete     | Danny Hendrix              | Democratisch Onafhankelijken Stein | erster Stellvertreter der Bürgermeisterin   |
| Beigeordnete     | Hub Janssen                | CDA                                | zweiter Stellvertreter der Bürgermeisterin  |
| Beigeordnete     | Gina van Mulken-van Lingen | Steins Belang                      | dritte Stellvertreterin der Bürgermeisterin |
| Beigeordnete     | Natascha Wingelaar         | Democratisch Onafhankelijken Stein | vierte Stellvertreterin der Bürgermeisterin |
| Beigeordnete     | Joep Ummels                | Democratisch Onafhankelijken Stein | fünfter Stellvertreter der Bürgermeisterin  |
| Gemeindesekretär | Jeroen Sanders             | —                                  | seit Januar 2017 im Amt                     |

## Töchter und Söhne der Gemeinde
- Eugen Joseph Frans Vroemen (1910–1992), römisch-katholischer Ordensgeistlicher und Bischof von Chikwawa
- Sjef Janssen (1919–2014), Radrennfahrer
- Manfred Naumann (* 1933), deutscher Leichtathlet
- Harry Steevens (* 1945), Radsportler
- Ruud Breuls (* 1962), Jazzmusiker